# Гезель
Гезель (нім. Hesel) — громада в Німеччині, розташована в землі Нижня Саксонія. Входить до складу району Лер. Центр об'єднання громад Гезель.
Площа — 44,02 км2. Населення становить 4625 ос. (станом на 31 грудня 2021).